# Omalotheca supina
Сухітник низький, сухоцвіт лежачий як Gnaphalium supinum (Omalotheca supina) — вид трав'янистих рослин родини айстрові (Asteraceae), поширений у більшій частині Європи, в Азії (Урал, Сибір, Кавказ, Туреччина, Іран), східній частині Північної Америки (Ґренландія, сх. Канада, пн.-сх. США). Етимологія: лат. supinus — «загнутий униз».

## Опис
Це багаторічні трав'янисті пухнасті рослини 2–8(12) см заввишки. Кореневище повзуче. Листи в основному базальні (в постійних розетках); пластини одножильні, від лінійних до лінійно-оберненоланцетних, 5–25 × 3 мм, стеблові схожі, одного забарвлення сіро-зелені. Голів зазвичай 1–7. Приквітки від світло-зелених до жовтувато-коричневих, від довгастих до ланцетних, зовнішні тупі, внутрішні здебільшого гострі, краї й верхівки темно-коричневі. Плоди — овальні або довгасті сім'янки довжиною 1,5 мм. 2n = 28 (4x).

## Поширення
Зростає на більшій частині Європи, в Азії (Урал, Сибір, Кавказ, Туреччина, Іран), східній частині Північної Америки (Ґренландія, сх. Канада, пн.-сх. США). Населяє гранітні відслонення, щебенисті схили, інші альпійські місця.
В Україні зростає на вологих вапнякових місцях — у Карпатах, від підніжжя гір до субальпійського пояса.